# Lars Korvald
Lars Korvald, né le 29 avril 1916 à Mjøndalen en Norvège et mort dans la même ville le 4 juillet 2006 était un homme d'État norvégien issu du Kristelig Folkeparti. 
Il est Premier ministre de la Norvège du 18 octobre 1972 au 16 octobre 1973, en prenant la tête du gouvernement après la démission de Trygve Bratteli à la suite du premier référendum sur l'adhésion de la Norvège à la Communauté économique européenne.

## Biographie

### Jeunesse et début de carrière
Lars Korvald est né dans une famille protestante luthérienne à Mjøndalen, dans l'ancienne commune de Nedre Eiker, aujourd'hui fusionnée avec Drammen. Son père Engebret Korvald, est agriculteur, et sa mère Karen Sofie Wigen. 
Il étudie au collège chrétien de Viken, puis au lycée agricole du Buskerud jusqu'en 1938. Il passe alors deux ans à l'école cathédrale de Hamar, avant d'entrer à l'Université agricole de Norvège, (aujourd'hui NMBU). Il obtient son diplôme d'agronome en 1943,.
Son premier emploi est celui d'enseignant à l'école d'agriculture de la mission intérieure luthérienne à Tomb, dans la commune de Råde. De 1948 à 1952, il est conseiller en chef de la branche norvégienne de l'organisation de jeunesse 4-H, puis il obtient le poste de directeur de l'école d'agriculture de Tomb en 1952, et le conserve jusqu'en 1977.

### Carrière parlementaire
Lars Korvald devient membre du parti populaire chrétien, le Kristelig Folkeparti, en 1945, et est fréquemment sollicité comme candidat au niveau local et national.
Il accepte sa nomination sur la liste pour les élections parlementaires de 1961, et est élu au Storting comme représentant de l'ancien comté d'Østfold. Il siège alors dans la commission des finances, où il se fait remarquer. 
En 1965, il est réélu au Storting, siège désormais dans la commission électorale et la commission des affaires étrangères et constitutionnelles. Il est également élu cette année président par son groupe parlementaire, fonction qu'il conserve jusqu'en 1981.
Il est ensuite élu président du Kristelig Folkeparti en 1967, et le reste jusqu'en 1979 avec une interruption de 1975 à 1977. Il préside le Lagting, la chambre basse du Storting pour la mandature 1969-1972. Au total, Lars Korvald effectue 5 mandats et se retire de la politique en 1981, année où il est nommé fylkesmann (gouverneur) de l'ancien comté d'Østfold. 
Il prend sa retraite en 1986 et retourne à Mjøndalen.

### Premier ministre
Le gouvernement minoritaire de Korvald est en place du 18 octobre 1972 au 16 octobre 1973. Il s'appuie sur les députés du Parti populaire chrétien, du Parti du centre, et de Venstre. La scission de Venstre en novembre et la création du Parti populaire libéral réduit la base parlementaire du cabinet Korvald à 38 des 150 députés.
La principale mission du gouvernement Korvald est d'assurer la gestion des affaires courantes et de négocier un traité de libre-échange avec la communauté économique européenne. Lars Korvald réussit à naviguer un contexte politique difficile, et survit à l'affaire Crotale au printemps 1973 où le parti travailliste dépose une motion de censure à propos d'un achat de missiles pour l'armée norvégienne.
Lars Korvald introduit également le futur premier ministre Kjell Magne Bondevik sur la scène nationale en le nommant secrétaire d'État au bureau du premier ministre.
Aux élections législatives de 1973, le Parti populaire chrétien remporte son meilleur score, mais la scission de Venstre et la poussée de l'Union électorale socialiste donnent la majorité à la gauche, et le gouvernement de Lars Korvald est remplacé par le second gouvernement Bratteli.

## Hommages
Les hommages suivant ont été décernés à Lars Korvald:
- Médaille de la Résistance 1940-1945 (Deltakermedaljen).
- Médaille du jubilée du roi Olav V en 1982.
- Commandant de l'Ordre de Saint-Olaf en 1986.

Il est enterré aux frais de l'État le 12 juillet 2006, avec une cérémonie à l'église de Bragernes à Drammen et inhumé au cimetière de Nedre Eiker.